# The Voice Kids/Staffel 10
Die zehnte Staffel der deutschen Gesangs-Castingshow The Voice Kids wurde vom 4. März 2022 bis zum 6. Mai 2022 im Fernsehen ausgestrahlt. Nachdem die neunte Staffel samstags ausgestrahlt wurde, wurde die zehnte Staffel, wie bereits zuvor die Staffeln 1 bis 4, freitags ausgestrahlt. Moderiert wurde diese Staffel erneut von Thore Schölermann und Melissa Khalaj. Die Jury bestand aus dem Duo Smudo und Michi Beck von der Hip-Hop-Gruppe Die Fantastischen Vier, der ESC-Siegerin Lena Meyer-Landrut, dem Popsänger Alvaro Soler und dem Singer-Songwriter Wincent Weiss. Die Gewinnerin der zehnten Staffel war Georgia Balke.

## Erste Phase: Die Blind Auditions
In dieser zehnten Jubiläumsstaffel von The Voice Kids treten ehemalige, heute berühmte Kandidaten als Allstars und außer Konkurrenz auf.
Folgende Kandidaten erhielten alle vier Jury-Stimmen: Alina, Ben, Benjamin G., Benjamin N., Carla, David, die Band „De Breaks“, Emil, Gabriel, Georgia, Hans, Jemima, Laila, Lara K., Luis, Maja, Marlene, Marvin, Nadia, Nejla, Nina C., Paul, Raoul, Raschel, Rebeca K., Rebecca R., Solveig, Thao, Till und Tyler.
Von diesen dreißig entschieden sich neun für Alvaro Soler, acht für Wincent Weiss, sieben für Lena Meyer-Landrut und sechs für Michi und Smudo als Coach.
| Folge  | Die Coaches und ihre Kandidaten                              | Die Coaches und ihre Kandidaten                          | Die Coaches und ihre Kandidaten                                       | Die Coaches und ihre Kandidaten                                           | Allstars                                                          |
| Folge  | Wincent Weiss                                                | Lena Meyer-Landrut                                       | Michi und Smudo                                                       | Alvaro Soler                                                              | Allstars                                                          |
| ------ | ------------------------------------------------------------ | -------------------------------------------------------- | --------------------------------------------------------------------- | ------------------------------------------------------------------------- | ----------------------------------------------------------------- |
| 01     | Hannah (13 Jahre) Keyan (14 Jahre) Tyler (7 Jahre)           | Jemima (15 Jahre)                                        | Georgia (11 Jahre) Gloria (9 Jahre) Nadia (10 Jahre)                  | Nanna (14 Jahre)                                                          | Mike Singer (Staffel 1)                                           |
| 02     | Maurice (14 Jahre) Thao (11 Jahre)                           | Emil (14 Jahre) Maiara (13 Jahre) Till (10 Jahre)        | Maja (7 Jahre) Raschel (13 Jahre)                                     | Carla (15 Jahre) Taylor (14 Jahre)                                        | Loi (Staffel 5)                                                   |
| 03     | Benjamin N. (15 Jahre) Berenike (10 Jahre) Marvin (15 Jahre) | Lara H. (11 Jahre) Lara K. (14 Jahre) Luis (13 Jahre)    | Lavinia (13 Jahre) Lisa & Lucy (13 & 13 Jahre)                        | Solveig (12 Jahre)                                                        | Iggi Kelly (Staffel 5)                                            |
| 04     | Nejla (14 Jahre) Nina C. (12 Jahre)                          | Charly (10 Jahre) Paulina (8 Jahre) Rebeca K. (15 Jahre) | De Breaks (8, 10, 10, 11 & 12 Jahre) Vivien (15 Jahre)                | Hans (11 Jahre) Marlene (13 Jahre)                                        | Benicio Bryant (Staffel 6) – Max Giesinger (Coach Staffel 6 & 8)  |
| 05     | Gabriel (15 Jahre) Helena (13 Jahre) Rebecca R. (13 Jahre)   | Alina (8 Jahre) Felicia (13 Jahre)                       | Katharina (14 Jahre)                                                  | Raoul (14 Jahre) Shanice (11 Jahre) Svenja (12 Jahre)                     | Chiara Castelli (Staffel 2) – Henning Wehland (Coach Staffel 1–2) |
| 06     | Nina M. (15 Jahre)                                           | Anjeza (10 Jahre) Liv (14 Jahre) Sarah (13 Jahre)        | Lilli (12 Jahre) Michelle (14 Jahre) Nelly (15 Jahre) Paul (13 Jahre) | Benjamin G. (15 Jahre) David (12 Jahre) Kiara (14 Jahre) Laila (12 Jahre) | –                                                                 |
| 07     | Ayleen (15 Jahre)                                            |                                                          | Alice (15 Jahre)                                                      | Ben (12 Jahre) Lisa & Hanna (15 & 13 Jahre)                               | –                                                                 |
| Gesamt | 15                                                           | 15                                                       | 15                                                                    | 15                                                                        | –                                                                 |

## Zweite Phase: Battle Round

### Battles
Aufgrund von Quarantäneregelungen konnte Lena an den Coachings nur per Videocall teilnehmen, außerdem konnten aus dem gleichen Grund Alvaro und Smudo ebenfalls nur per Videocall an den Aufzeichnungen der Battles teilnehmen.
Die Band De Breaks mussten zu dritt spielen, ohne den Bassisten Matti und den Schlagzeuger Tom. Das Duo Lisa & Lucy konnte nur durch Lucy vertreten werden.
Die durchgestrichenen Kandidatinnen konnten ebenfalls nicht an den Battles teilnehmen, haben aber durch das Community Ticket noch eine Chance auf das Finale.
Da die Battlepartnerinnen von Rebeca K. beide nicht an den Battles teilnehmen konnten, wurde das Battle nicht ausgetragen und Rebeca K. ist kampflos in die Sing-Offs eingezogen.
| Folge | Battle | Coach           | Gast-Coach            | Direkt weitergewählter Kandidat | Song                                                 | Unterlegene Kandidaten |
| ----- | ------ | --------------- | --------------------- | ------------------------------- | ---------------------------------------------------- | ---------------------- |
| 07    | 1      | Michi und Smudo | Michael Patrick Kelly | Nadia                           | Hurra, hurra, die Schule brennt von Extrabreit       | Maja                   |
| 07    | 1      | Michi und Smudo | Michael Patrick Kelly | Nadia                           | Hurra, hurra, die Schule brennt von Extrabreit       | De Breaks              |
| 07    | 2      | Lena            |                       | Jemima                          | You've Got The Love von Florence and the Machine     | Sarah                  |
| 07    | 2      | Lena            | Lara K.               | Jemima                          | You've Got The Love von Florence and the Machine     |                        |
| 07    | 3      | Alvaro          |                       | Carla                           | Wie schön du bist von Sarah Connor                   | Marlene                |
| 07    | 3      | Alvaro          | Kiara                 | Carla                           | Wie schön du bist von Sarah Connor                   |                        |
| 07    | 4      | Wincent         |                       | Gabriel                         | River von Bishop Briggs                              | Rebecca R.             |
| 07    | 4      | Wincent         | Ayleen                | Gabriel                         | River von Bishop Briggs                              |                        |
| 07    | 5      | Michi und Smudo | Michael Patrick Kelly | Paul                            | Dancing On My Own von Calum Scott                    | Katharina              |
| 07    | 5      | Michi und Smudo | Michael Patrick Kelly | Paul                            | Dancing On My Own von Calum Scott                    | Alice                  |
| 07    | 6      | Alvaro          | Ray Dalton            | Nanna                           | Seven Nation Army von The White Stripes              | Raoul                  |
| 07    | 6      | Alvaro          | Ray Dalton            | Nanna                           | Seven Nation Army von The White Stripes              | Taylor                 |
| 08    | 7      | Wincent         | Lotte                 | Berenike                        | Happy von Pharrell Williams                          | Tyler                  |
| 08    | 7      | Wincent         | Lotte                 | Berenike                        | Happy von Pharrell Williams                          | Thao                   |
| 08    | 8      | Lena            | Stefanie Kloß         | Emil                            | Both Sides, Now von Joni Mitchell                    | Anjeza                 |
| 08    | 8      | Lena            | Stefanie Kloß         | Emil                            | Both Sides, Now von Joni Mitchell                    | Felicia                |
| 08    | 9      | Michi und Smudo |                       | Michelle                        | Feeling Good von Nina Simone                         | Gloria                 |
| 08    | 9      | Michi und Smudo | Georgia               | Michelle                        | Feeling Good von Nina Simone                         |                        |
| 08    | 10     | Wincent         |                       | Benjamin N.                     | Where Is the Love? von The Black Eyed Peas           | Maurice                |
| 08    | 10     | Wincent         | Nina C.               | Benjamin N.                     | Where Is the Love? von The Black Eyed Peas           |                        |
| 08    | 11     | Alvaro          | Ray Dalton            | Solveig                         | Shape of My Heart von Sting                          | Svenja                 |
| 08    | 11     | Alvaro          | Ray Dalton            | Solveig                         | Shape of My Heart von Sting                          | Hans                   |
| 08    | 12     | Lena            |                       | Lara H.                         | Mamma Mia von ABBA                                   | Charly                 |
| 08    | 12     | Lena            | Luis                  | Lara H.                         | Mamma Mia von ABBA                                   |                        |
| 08    | 13     | Wincent         |                       | Marvin                          | Overpass Graffiti von Ed Sheeran                     | Helena                 |
| 08    | 13     | Wincent         | Hannah                | Marvin                          | Overpass Graffiti von Ed Sheeran                     |                        |
| 08    | 14     | Lena            |                       | Paulina                         | Der Mond ist aufgegangen von Weida & Mohns           | Till                   |
| 08    | 14     | Lena            | Alina                 | Paulina                         | Der Mond ist aufgegangen von Weida & Mohns           |                        |
| 08    | 15     | Michi und Smudo |                       | Vivien                          | Just a Girl von No Doubt                             | (Lisa &) Lucy          |
| 08    | 15     | Michi und Smudo | Raschel               | Vivien                          | Just a Girl von No Doubt                             |                        |
| 08    | 16     | Alvaro          |                       | Shanice                         | Somewhere over the Rainbow von Israel Kamakawiwoʻole | Lisa & Hanna           |
| 08    | 16     | Alvaro          | David                 | Shanice                         | Somewhere over the Rainbow von Israel Kamakawiwoʻole |                        |
| 09    | 17     | Alvaro          |                       | Benjamin G.                     | Higher and Higher von Jackie Wilson                  | Laila                  |
| 09    | 17     | Alvaro          | Ben                   | Benjamin G.                     | Higher and Higher von Jackie Wilson                  |                        |
| 09    | 18     | Michi und Smudo |                       | Nelly                           | Nothing Else Matters von Metallica                   | Lavinia                |
| 09    | 18     | Michi und Smudo | Lilli                 | Nelly                           | Nothing Else Matters von Metallica                   |                        |
| 09    | 19     | Wincent         |                       | Nejla                           | A thousand Years von Christina Perri                 | Keyan                  |
| 09    | 19     | Wincent         | Nina M.               | Nejla                           | A thousand Years von Christina Perri                 |                        |
| 09    | –      | Lena            |                       | Rebeca K.                       | –                                                    | Liv                    |
| 09    | –      | Lena            | Maiara                | Rebeca K.                       | –                                                    |                        |

### Community Ticket
Aufgrund von Quarantäneregelungen konnten vier Talente nicht an den Aufzeichnungen der Battles teilnehmen. Diese Talente sind Nina M. aus Team Wincent, Maiara und Liv aus Team Lena und Georgia aus Team Michi und Smudo. Um diesen vier Talenten die Möglichkeit zu geben, doch noch weiter an der Show teilnehmen zu können, wurde das Community Ticket ins Leben gerufen, mit welchem eins der Talente direkt in das Finale einziehen kann. Auf der Internetseite von The Voice Kids gab es eine entsprechende Abstimmung. In den Sing-Offs vom 29. April wurde verkündet, dass Georgia die Gewinnerin des Community Ticket ist und somit ins Finale einzieht.
| Coach           | Kandidat | Song                                        |
| --------------- | -------- | ------------------------------------------- |
| Lena            | Liv      | Little Numbers von Boy                      |
| Lena            | Maiara   | I lost a friend von Finneas O’Connell       |
| Wincent         | Nina M.  | Always von Bon Jovi                         |
| Michi und Smudo | Georgia  | The House of the Rising Sun von The Animals |

## Dritte Phase: Die Sing-Offs
Die fünf Gewinner aus den Battles traten im jeweiligen Team nochmal gegeneinander an. Dort sangen sie erneut ihre Songs aus den Blind Auditions. Der jeweilige Coach entschied sich dann für zwei Talente, welche ins Finale einzogen.
| Episode | Coach           | Kandidat    | Song                                                              |
| ------- | --------------- | ----------- | ----------------------------------------------------------------- |
| 09      | Lena            | Jemima      | Say Something von A Great Big World & Christina Aguilera          |
| 09      | Lena            | Lara H.     | Shake It Off von Taylor Swift                                     |
| 09      | Lena            | Emil        | Voilà von Barbara Pravi                                           |
| 09      | Lena            | Paulina     | Ganz nah dran von Cassandra Steen (aus Disney’s Küss den Frosch)  |
| 09      | Lena            | Rebeca K.   | The Winner Takes It All von ABBA                                  |
| 09      | Alvaro          | Carla       | You Say von Lauren Daigle                                         |
| 09      | Alvaro          | Benjamin G. | Strangers in the Night von Frank Sinatra                          |
| 09      | Alvaro          | Solveig     | California Dreamin’ von The Mamas and the Papas                   |
| 09      | Alvaro          | Shanice     | Cover Me in Sunshine von Pink & Willow Sage Hart                  |
| 09      | Alvaro          | Nanna       | Blau von Luna                                                     |
| 09      | Wincent         | Marvin      | I guess i'm in love von Clinton Kane                              |
| 09      | Wincent         | Nejla       | Iris von Goo Goo Dolls                                            |
| 09      | Wincent         | Berenike    | Wozu sind Kriege da? von Udo Lindenberg                           |
| 09      | Wincent         | Benjamin N. | Stuck on You von Giveon                                           |
| 09      | Wincent         | Gabriel     | A Change Is Gonna Come von Sam Cooke                              |
| 09      | Michi und Smudo | Vivien      | You’re the One That I Want von John Travolta & Olivia Newton-John |
| 09      | Michi und Smudo | Paul        | September von James Arthur                                        |
| 09      | Michi und Smudo | Michelle    | Black Hole Sun von Soundgarden                                    |
| 09      | Michi und Smudo | Nelly       | Wrecking Ball von Miley Cyrus                                     |
| 09      | Michi und Smudo | Nadia       | Remember Me von Benjamin Bratt (aus Disney’s Coco)                |

## Vierte Phase: Das Finale
Die Show wurde von Pietro Lombardi mit seinen Songs Ich lass dich nicht los und Phänomenal eröffnet, bei dem zweiten Lied wurde er von den neun Finalisten unterstützt. Das Finale bestand aus 9 Kandidaten, die nacheinander ein Lied vortrugen. Zwischendurch sangen alle Teams mit ihren Coaches einen Song. Das Team Wincent sang Diamonds von Rihanna, das Team Lena Imagine von John Lennon, das Team Michi & Smudo sang ein MashUp aus Jackson Fives ABC und MfG von den Fantastischen Vier und das Team Alvaro trug das Lied Don’t Stop the Music von Rihanna vor. Zu Gast waren auch die Band De Breaks und das Duo Lisa & Lucy die zusammen Ghostbusters von Ray Parker Jr. und Happy Birthday von Stevie Wonder spielten. Beide Gruppen waren in den Battles ausgeschieden und konnten dort nur dezimiert auftreten. Außerdem präsentierten der Vorjahressieger Egon Werler und Max Prosa seinen eigenen Song Rest der Welt. Vor der Siegerverkündung sangen die Coaches noch das Lied The Winner Takes It All von ABBA. Während der ganzen Show konnten die Zuschauer per Televoting und Online für ihren Favoriten abstimmen. Siegerin wurde die 11-jährige Georgia Balke.
Vivien aus Team Michi und Smudo litt an einer Kehlkopfentzündung und durfte weder sprechen noch singen. Deshalb hat man sich dazu entschieden ihren Auftritt, aus der vom Vortag aufgezeichneten Generalprobe, zu zeigen.
| Episode | Startnr. | Coach           | Kandidat    | Song                                         |
| ------- | -------- | --------------- | ----------- | -------------------------------------------- |
| 10      | 1        | Álvaro          | Solveig     | People help the people von Birdy             |
| 10      | 2        | Michi und Smudo | Vivien      | Valerie von Amy Winehouse                    |
| 10      | 3        | Lena            | Emil        | Eblouie par la nuit von Zaz                  |
| 10      | 4        | Michi und Smudo | Georgia     | Can’t Help Falling in Love von Elvis Presley |
| 10      | 5        | Wincent         | Marvin      | Save your tears von The Weeknd               |
| 10      | 6        | Lena            | Jemima      | Easy on Me von Adele                         |
| 10      | 7        | Álvaro          | Benjamin G. | My Way von Frank Sinatra                     |
| 10      | 8        | Michi und Smudo | Nadia       | Bohemian Rhapsody von Queen                  |
| 10      | 9        | Wincent         | Benjamin N. | So sick von Ne-Yo                            |

## Einschaltquoten
| 0 Einschaltquoten der 10. Staffel im Einzelnen | 0 Einschaltquoten der 10. Staffel im Einzelnen | 0 Einschaltquoten der 10. Staffel im Einzelnen | 0 Einschaltquoten der 10. Staffel im Einzelnen | 0 Einschaltquoten der 10. Staffel im Einzelnen | 0 Einschaltquoten der 10. Staffel im Einzelnen | 0 Einschaltquoten der 10. Staffel im Einzelnen | 0 Einschaltquoten der 10. Staffel im Einzelnen |
| Nr. (Staffel)                                  | Nr. (gesamt)                                   | Sendung                                        | Datum                                          | Zuschauer                                      | Zuschauer                                      | Marktanteil                                    | Marktanteil                                    |
| Nr. (Staffel)                                  | Nr. (gesamt)                                   | Sendung                                        | Datum                                          | Gesamt                                         | 14 bis 49 Jahre                                | Gesamt                                         | 14 bis 49 Jahre                                |
| ---------------------------------------------- | ---------------------------------------------- | ---------------------------------------------- | ---------------------------------------------- | ---------------------------------------------- | ---------------------------------------------- | ---------------------------------------------- | ---------------------------------------------- |
| 1                                              | 78                                             | Blind Auditions                                | 4. März 2022                                   | 1,66 Mio.                                      | 0,58 Mio.                                      | 5,9 %                                          | 8,2 %                                          |
| 2                                              | 79                                             | Blind Auditions                                | 11. März 2022                                  | 1,67 Mio.                                      | 0,60 Mio.                                      | 6,0 %                                          | 8,8 %                                          |
| 3                                              | 80                                             | Blind Auditions                                | 18. März 2022                                  | 1,77 Mio.                                      | 0,64 Mio.                                      | 6,4 %                                          | 9,5 %                                          |
| 4                                              | 81                                             | Blind Auditions                                | 25. März 2022                                  | 1,73 Mio.                                      | 0,66 Mio.                                      | 6,4 %                                          | 10,1 %                                         |
| 5                                              | 82                                             | Blind Auditions                                | 1. April 2022                                  | 1,74 Mio.                                      | 0,67 Mio.                                      | 6,3 %                                          | 10,2 %                                         |
| 6                                              | 83                                             | Blind Auditions                                | 8. April 2022                                  | 1,77 Mio.                                      | 0,64 Mio.                                      | 6,5 %                                          | 10,2 %                                         |
| 7                                              | 84                                             | Blind Auditions + Battles                      | 15. April 2022                                 | 1,73 Mio.                                      | 0,60 Mio.                                      | 7,1 %                                          | 11,2 %                                         |
| 8                                              | 85                                             | Battles                                        | 22. April 2022                                 | 1,37 Mio.                                      | 0,47 Mio.                                      | 5,5 %                                          | 7,9 %                                          |
| 9                                              | 86                                             | Battles + Sing-Offs                            | 29. April 2022                                 | 1,39 Mio.                                      | 0,44 Mio.                                      | 5,6 %                                          | 7,7 %                                          |
| 10                                             | 87                                             | Finale                                         | 6. Mai 2022                                    | 1,39 Mio.                                      | 0,49 Mio.                                      | 6,0 %                                          | 9,0 %                                          |

Legende: Fettgedruckt: Höchster (schwarz) und niedrigster (rot) Wert in dieser Kategorie